# センベリヤ

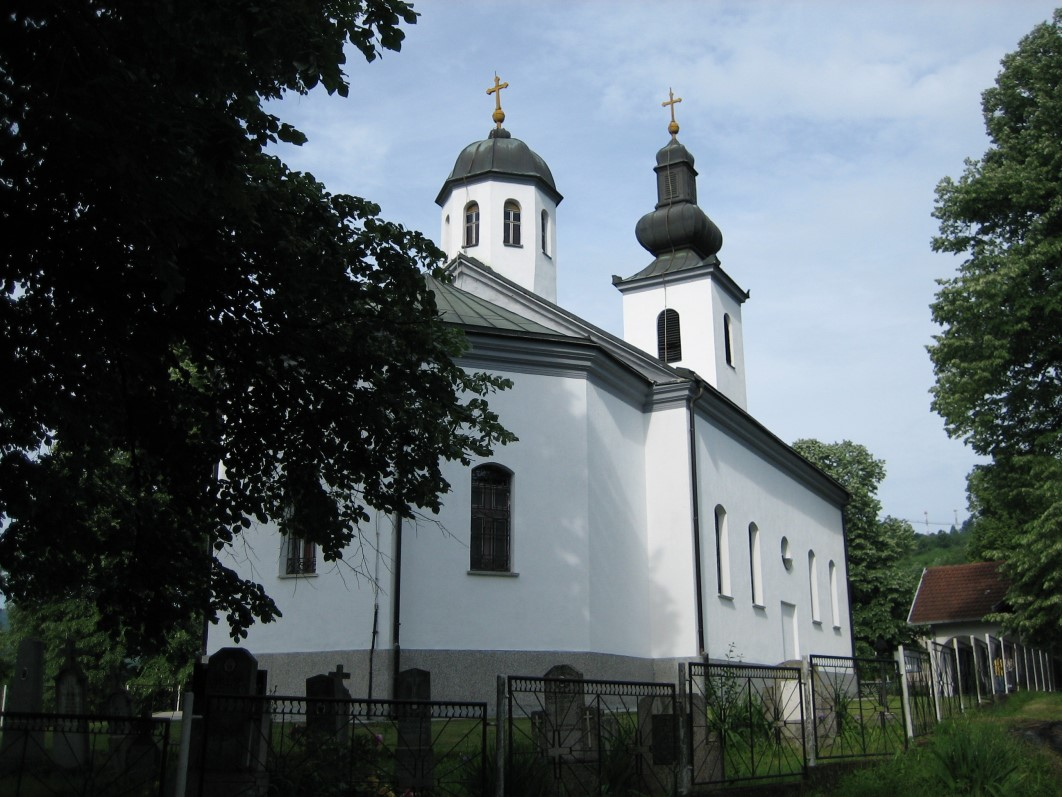
ロパレにあるセルビア正教会の聖堂

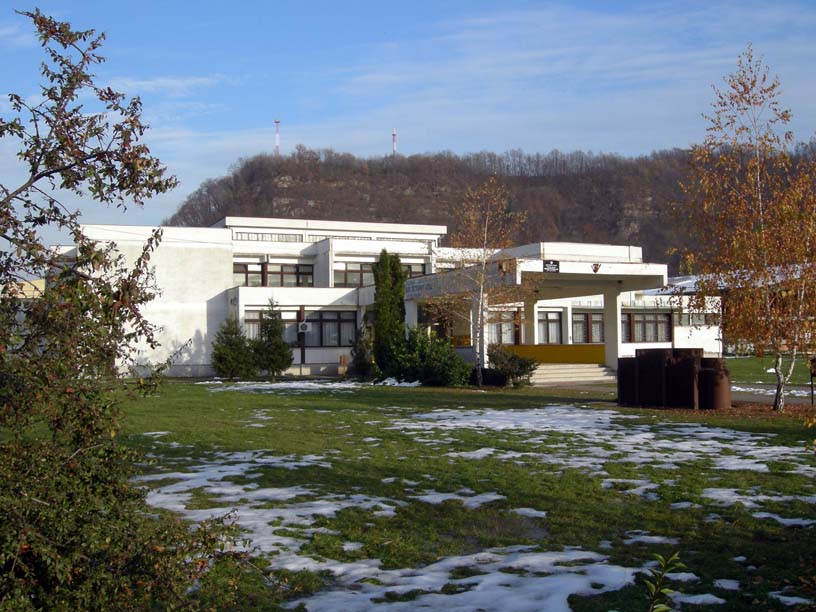
ウグリェヴィクの高校

センベリヤ (セルビア語・ボスニア語・クロアチア語:Semberija / Семберија）
発音:[sɛ̌mbɛːrija]）は、ボスニア・ヘルツェゴビナ北東部を表す歴史的な地域区分である。地域の中心となっている都市はビイェリナであり、ビイェリナ地方とほぼ同じ範囲を含む。センベリヤはドリナ川とサヴァ川、マイェヴィツァ山（Majevica）に挟まれた地域を表す。センベリヤの大部分はスルプスカ共和国に含まれるが、一部はボスニア・ヘルツェゴビナ連邦にも及ぶ。センベリヤ地域の住民は20万人ほどであり、多くがビイェリナ市に住む。
記録上、センベリヤの名称はオスマン帝国統治下の1533年にまで遡ることができる。この名称はハンガリー語に由来していると考えられ、ハンガリーによる支配が繰り返された12世紀から16世紀までの時代に名付けられたものと推定されている。

## 自治体
センベリヤには以下の自治体がある:
- ビイェリナ (スルプスカ共和国）、総人口15万人ほど
- ウグリェヴィク（Ugljevik、スルプスカ共和国）、総人口2.5万人ほど
- ロパレ（Lopare、Republika Srpska）総人口2万人ほど

## 文化
タルヴァ修道院（Tavna Monastery）はビイェリナ市の南東部に位置している。その正確な設立時期は明らかではないが、修道院の記録によるとセルビア王・ステファン・ドラグティン（在位1282年 - 1316年）の息子ヴラディスラヴとウロシッチによって設立されたと伝えられている。第二次世界大戦時にはウスタシャによる破壊を受けたものの、終戦後に再興された。